# Leichtathletik-Europameisterschaften 1954/Hochsprung der Frauen

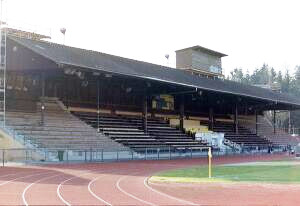
Tribüne des Stadions Neufeld in Bern

Der Hochsprung der Frauen bei den Leichtathletik-Europameisterschaften 1954 wurde am 25. und 26. August 1954 im Stadion Neufeld in Bern ausgetragen.
Europameisterin wurde die Britin Thelma Hopkins. Sie gewann vor der Rumänin Iolanda Balaș. Bronze ging an die Tschechoslowakin Olga Modrachová.

## Rekorde

### Bestehende Rekorde
| Weltrekord   | 1,73 m | Alexandra Tschudina     | Kiew, Sowjetunion (heute Ukraine)              | 22. Mai 1954       |
| Europarekord | 1,73 m | Alexandra Tschudina     | Kiew, Sowjetunion (heute Ukraine)              | 22. Mai 1954       |
| EM-Rekord    | 1,64 m | Ibolya Csák             | EM Wien, damals Deutschland (heute Österreich) | 18. September 1938 |
| EM-Rekord    | 1,64 m | Nelly van Balen-Blanken | EM Wien, damals Deutschland (heute Österreich) | 18. September 1938 |
| EM-Rekord    | 1,64 m | Feodora zu Solms        | EM Wien, damals Deutschland (heute Österreich) | 18. September 1938 |

### Rekordverbesserungen
Der bestehende EM-Rekord wurde verbessert und darüber hinaus gab es zwei Landesrekorde.
- Meisterschaftsrekord:
  - 1,67 m – Thelma Hopkins (Großbritannien), Finale am 28. August
- Landesrekorde:
  - 1,65 m – Iolanda Balaș (Rumänien), Finale am 28. August
  - 1,63 m – Gunhild Larking (Schweden), Finale am 28. August

## Qualifikation
25. August 1954
Die vierzehn Teilnehmerinnen traten zu einer gemeinsamen Qualifikationsrunde an. Die Qualifikationshöhe für den direkten Finaleinzug war mit 1,50 m nicht genügend trennscharf. Alle Athletinnen erreichten diese Marke und qualifizierten sich für das Finale.
| Platz | Name                | Nation           | Höhe (m) |
| ----- | ------------------- | ---------------- | -------- |
| –     | Olga Modrachová     | Tschechoslowakei | 1,50     |
| –     | Liduska Ajglova     | Tschechoslowakei | 1,50     |
| –     | Thelma Hopkins      | Großbritannien   | 1,50     |
| –     | Sheila Lerwill      | Großbritannien   | 1,50     |
| –     | Alexandra Tschudina | Sowjetunion      | 1,50     |
| –     | Iolanda Balaș       | Rumänien         | 1,50     |
| –     | Gunhild Larking     | Schweden         | 1,50     |
| –     | Ludmila Motschilina | Sowjetunion      | 1,50     |
| –     | Ursula Schmückle    | BR Deutschland   | 1,50     |
| –     | Simone Peironne     | Frankreich       | 1,50     |
| –     | Renate Krämer       | BR Deutschland   | 1,50     |
| –     | Anka Abadschiewa    | Bulgarien        | 1,50     |
| –     | Reinelde Knapp      | Österreich       | 1,50     |
| –     | Berta Sablatnig     | Österreich       | 1,50     |

## Finale

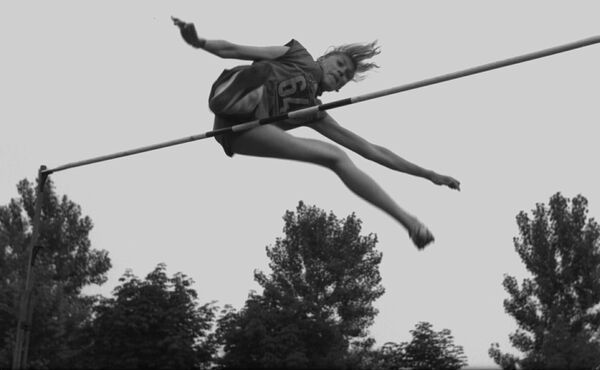
Vizeeuropameisterin Iolanda Balaș stieg ab 1957 für viele Jahre zur weltbesten Hochspringerin auf
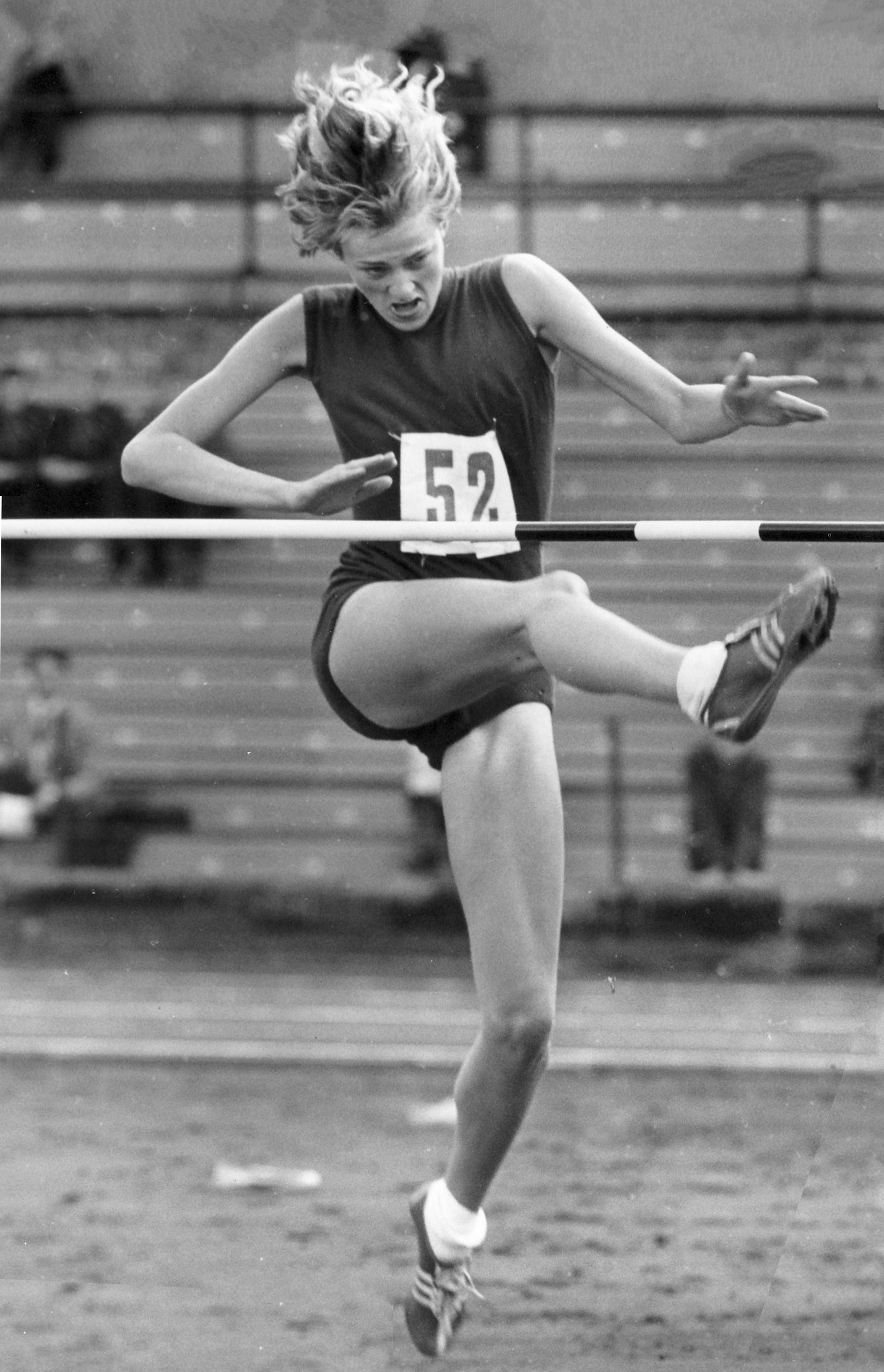
Gunhild Larking erreichte Platz vier
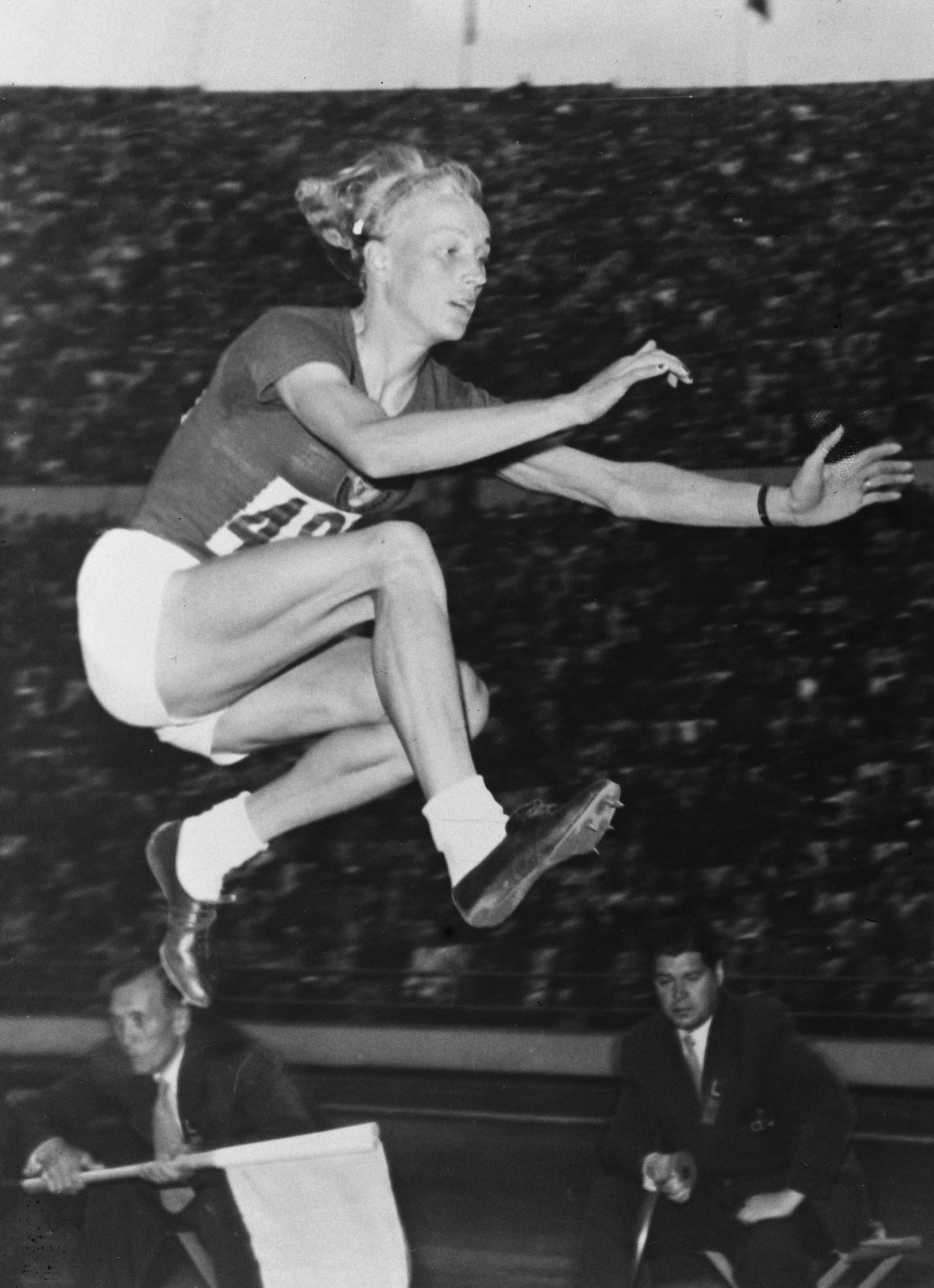
Die Olympiadritte von 1952 und Weltrekordinhaberin Alexandra Tschudina musste sich mit Platz sechs begnügen – zuvor war sie Fünfte im Speerwurf, Vizeeuropameisterin im Weitsprung und Europameisterin im Fünfkampf geworden

28. August 1954, 16:00 Uhr
| Platz | Name                | Nation           | Höhe (m) |
| ----- | ------------------- | ---------------- | -------- |
| 1     | Thelma Hopkins      | Großbritannien   | 1,67 CR  |
| 2     | Iolanda Balaș       | Rumänien         | 1,65 NR  |
| 3     | Olga Modrachová     | Tschechoslowakei | 1,63     |
| 4     | Gunhild Larking     | Schweden         | 1,63 NR  |
| 5     | Sheila Lerwill      | Großbritannien   | 1,60     |
| 6     | Alexandra Tschudina | Sowjetunion      | 1,60     |
| 7     | Liduska Ajglova     | Tschechoslowakei | 1,55     |
| 8     | Renate Krämer       | BR Deutschland   | 1,55     |
| 9     | Ursula Schmückle    | BR Deutschland   | 1,55     |
| 10    | Ludmila Motschilina | Sowjetunion      | 1,55     |
| 10    | Reinelde Knapp      | Österreich       | 1,55     |
| 12    | Simone Peironne     | Frankreich       | 1,55     |
| 13    | Berta Sablatnig     | Österreich       | 1,50     |
| 14    | Anka Abadschiewa    | Bulgarien        | 1,50     |